# Sanem
Sanem (lussemburghese: Suessem; tedesco: Sanem o Sassenheim) è un comune del Lussemburgo sud-occidentale. Fa parte del cantone di Esch-sur-Alzette, nel distretto di Lussemburgo. Il capoluogo è Bieles, che è anche il centro più popoloso nel suo territorio.
Nel 2005, la città di Sanem, che dà il nome al comune e si trova nella parte settentrionale del suo territorio, aveva una popolazione di 2 397 abitanti. Le altre località che fanno capo al comune sono Bieles, Ehlerange e Soleuvre.

## Elenco dei sindaci
| Nome                   | Inizio mandato | Fine mandato |
| ---------------------- | -------------- | ------------ |
| Dominique Charpentier  | 1799           | 1807         |
| Nicolas Hilbert        | 1808           | 1812         |
| Pierre Krantz          | 1813           | 1814         |
| Philippe Krier         | 1815           | 1818         |
| Charles de Tornaco     | 1818           | 1827         |
| Egide van Dyke         | 1827           | 1848         |
| Jean Pretemer          | 1849           | 1861         |
| Pierre Kremer          | 1861           | 1867         |
| Jean Pretemer          | 1867           | 1870         |
| Jean-Pierre Pretemer   | 1870           | 1879         |
| Jean-Pierre Schambourg | 1879           | 1882         |
| Jean-Pierre Meyer      | 1882           | 1893         |
| Nicolas Knepper        | 1894           | 1914         |
| Jacques Batting        | 1915           | 1924         |
| Edouard Thill          | 1925           | 1932         |
| Pierre Greisch         | 1932           | 1934         |
| Jean Donnersbach       | 1935           | 1937         |
| Pierre Greisch         | 1937           | 1966         |
| Roger Krier            | 1966           | 1980         |
| Mathias Greisch        | 1980           | 1997         |
| Fred Sunnen            | 1997           | 2005         |
| Georges Engel          | 2005           | in carica    |